# Nils Fogelgren
Nils Johansson Fogelgren, död omkring 1760, var skarprättare i Gränna. Han antog yrket 1736 då han ersatte bödeln Jonas Tallberg.
Fogelgren anmälde några borgare inför tinget i Gränna 1737, av anledningen att de förolämpat honom med att bli kallad bödel och rackarknekt.
Fogelgren var gift med Katarina "Trina" Andersdotter, dotter till skarprättaren i Uppsala Alexander Meijer. Han efterträddes av sonen Carl Magnus Fogelgren. 